# Chữ thập

Một chữ thập Hy Lạp (các nhánh có chiều dài bằng nhau), phía dưới là saltire (dấu chéo, dấu X), một dạng chữ thập nằm nghiêng.

Chữ thập (còn gọi là Thập tự, gợi theo hình ảnh của 十 - "thập" trong chữ Hán) là một hình có hai đường hoặc hai thanh vuông góc với nhau, chia một hoặc cả hai làm hai phần bằng nhau. Các đường thường chạy theo chiều dọc hoặc chiều ngang; nếu chúng nằm xiên, chúng được gọi là saltire (dấu chéo, dấu X), mặc dù các nhánh của saltire không nhất thiết phải vuông góc với nhau.
Chữ thập là một trong những biểu tượng cổ trong lịch sử loài người, được nhiều nền tôn giáo sử dụng, như cây thánh giá của Thiên chúa giáo. Chữ thập thường đại diện cho sự phân chia thế chủng tộc bốn nguyên tố (Chevalier, 1997) (hoặc 4 hướng, 4 phương trong địa lý), hoặc cho sự thống nhất giữa các vị thần, đại diện bởi đường thẳng, và thế giới, đại diện bởi đường ngang (Koch, 1955).
Ngày nay, trong toán học, dấu chữ thập vuông góc được gọi là dấu cộng và dấu chữ thập chéo được gọi là dấu nhân, chúng được dùng để ký hiệu các phép toán. Chữ thập còn được sử dụng cho nhiều quốc kỳ hay hiệu kỳ của các quốc gia châu Âu.